# Mezozoic
| Eon         | Eră       | Milioane de ani |
| ----------- | --------- | --------------- |
| Fanerozoic  | Neozoic   | 66,0            |
| Fanerozoic  | Mezozoic  | 251,0 ± 0,4     |
| Fanerozoic  | Paleozoic | 542,0 ± 1,0     |
| Proterozoic |           | 2.500           |
| Arhaic      | 3.800     |                 |
| Hadean      | ca. 4.570 |                 |

Era mezozoică  este a doua mare eră geologică a Fanerozoicului. Se întinde de acum circa 252 milioane ani până acum circa 66 milioane ani. Mai este numită și Epoca Reptilelor, denumire introdusă de paleontologul Gideon Mantell în secolul al XIX-lea, care a observat că Mezozoicul a fost dominat de diapside, cum ar fi Iguanodon, Megalosaurus, Plesiosaurus și Pterodactylus. Această epocă este de asemenea numită și Epoca Coniferelor.
Mezozoic înseamnă  "viața mijlocie", derivată din prefixul grecesc meso-/μεσο- pentru "mijloc" și zōon/ζῷον însemnând "animal" sau "ființă vie". Este una dintre cele trei epoci geologice ale Eonului Fanerozoic, precedată de Paleozoic ("viața antică") și succedată de  Cenozoic ("viața nouă"). Era este împărțită în trei perioade majore: Triasic, Jurasic și Cretacic, care la rândul lor sunt subdivizate în mai multe epoci și etape.
Era a început în urma Extincției Permian-Triasic, cea mai mare extincție din istoria Pământului, și s-a încheiat cu Extincția Cretacic-Terțiar, o altă extincție cunoscută pentru faptul că a ucis dinozaurii non-aviari, precum și alte specii de plante și animale. Mesozoicul a fost un timp al al activităților tectonice, climatice și evolutive semnificative. Supercontinentul Pangea s-a desprins treptat în continente separate, care, în cele din urmă au ajuns în pozițiile actuale. Climatul Mezozoicului a fost variat, perioadele calde  alternând cu cele reci. Totuși, în general, Pământul era mai fierbinte decât este astăzi. Dinozaurii au apărut în Triasicul târziu și au devenit vertebratele terestre dominante la începutul Jurasicului, ocupând această poziție timp de aproximativ 135 de milioane de ani, până la dispariția lor la sfârșitul Cretacicului. Păsările au apărut pentru prima dată în Jurasic, după ce au evoluat dintr-o ramură a dinozaurilor theropoda. Primele mamifere au apărut în timpul Mezozoicului, dar au rămas de mici dimensiuni - mai puțin de 15 kg - până la Cenozoic.

## Perioadele geologice
Urmând Paleozoicului, Mesozoicul a durat aproximativ 186 milioane de ani, de la 252.17 milioane de ani în urmă la 66 de milioane de ani în urmă, când a început Era Cenozoică. Acest interval de timp este separat în trei perioade geologice. De la cel mai îndepărtat până la cel mai apropiat:
- Triasic (252.17 până la 201.3 milioane de ani în urmă; a durat 50.9 de milioane de ani)
- Jurasic (201.3 până la 145 milioane de ani în urmă; a durat 56.3 de milioane de ani)
- Cretacic (145 până la 66 milioane de ani în urmă; a durat 79 de milioane de ani)

Limita inferioară a mezozoicului este stabilită de Extincția Permian-Triasic, în timpul căreia aproximativ 90% până la 96% din speciile marine și 70% din vertebratele terestre au dispărut. Limita superioară a mezozoicului este stabilită de Extincția Cretacic-Terțiar, care e posibil să fi fost cauzată de impactul care a creat ă[craterul Chicxulub]] din Peninsula Yucatán.  Marile erupțiile vulcanice cretacice se crede, de asemenea, că au contribuit la dispariția cretacic-terțiar. Aproximativ 50% din toate genurile au dispărut, inclusiv toți dinozaurii non-aviari.

### Triasic
Triasicul variază de la aproximativ 252 milioane la 201 milioane de ani în urmă. Triasicul este un timp din istoria Pământului cuprins între Extincția Permian și Extincția Triasic-Jurasic, două dintre cele cinci mari extincții, și precede perioada Jurasic. Este alcătuit din trei epoci majore: Triasicul timpuriu, Triasicul mijlociu și Triasicul târziu.
Triasicul timpuriu este perioada cuprinsă între aproximativ 252 milioane de ani în urmă până la 247 milioane de ani în urmă și a fost dominată de deșerturi, cum pe atunci Pangea nu era despărțită în continente, iar interiorul era arid. Pământul tocmai fusese martorul unei extincții masive în care 95% din viețuitoare au dispărut. Cele mai obișnuite viețuitoare  vertebrale de pe Pământ erau Lystrosaurus, labyrinthodont și Euparkeria împreună cu multe alte creaturi care au reușit să supraviețuiască. Temnospondyli au evoluat în acest timp și a fost prădătorul dominant pentru o mare parte din Triasic.

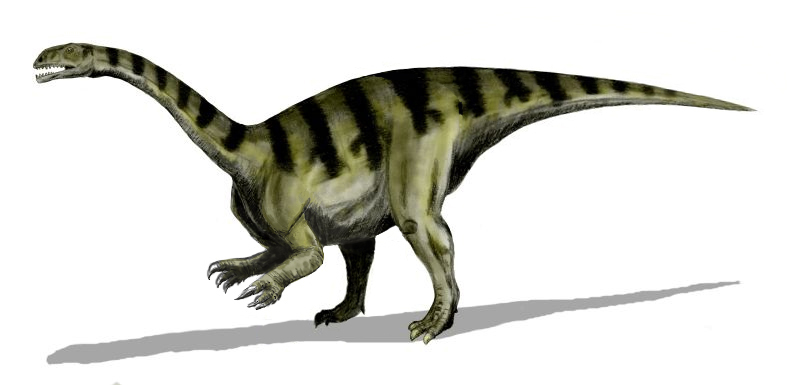
Plateosaurus (un prosauropod)

Triasicul mijlociu se întinde de la aproximativ 247 milioane la 237 milioane de ani în urmă. Triasicul mijlociu prezintă începutul despărțirii Pangeei și deschiderea Mării Tethys. Ecosistemul își revenise din devastarea care a fost Extincția din Permian. Algele, buretele, coralii și crustaceele s-au refăcut, iar reptilele au început să devină din ce în ce mai mari. Au apărut noi reptile acvatice, cum ar fi ihtiozaurii și nothozaurii. Între timp, pe uscat, au înflorit pădurile de pini, la fel ca grupurile de insecte precum țânțarii și muștele de fructe. Primii crocodili străvechi au evoluat, ceea ce a provocat o concurență cu amfibienii mari, care de atunci au domniat lumea apelor dulci.
Triasicul târziu se întinde de la aproximativ 237 milioane la 201 milioane de ani în urmă. După înflorirea din Triasicul mijlociu, Triasicul târziu a prezentat frecvente perioade scurte de căldură, precum și precipitații moderate (25-50 cm pe an). Recenta reîncălzirea a dus la un boom al evoluției reptiliene pe pământ, dezvoltându-se primii dinozauri adevărați, precum și pterosaurii. În timpul Triasicului târziu, unele cynodontia avansate au dat naștere primelor mamaliaforme. Totuși, această schimbare climatică a avut ca rezultat o dispariție mare cunoscută sub numele de Extincția triasic-jurasic, în care au dispărut mulți archosaurs (cu excepția pterosaurilor, dinozaurilor și crocodilomorfilor), majoritatea sinapsidelor și aproape toți amfibienii mari, precum și 34% din viața marină, în cea de-a patra extincție în masă a lumii. Cauza este discutabilă.

### Jurasic

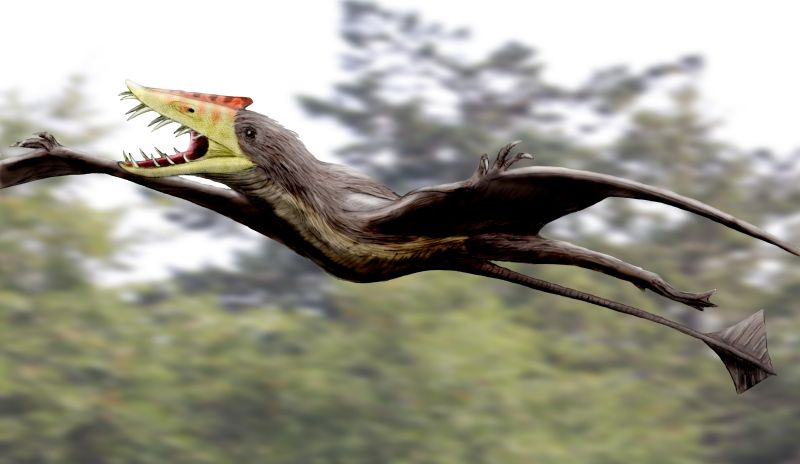
Rhamphorhynchus

Jurasicul variază de la 200 de milioane de ani la 145 de milioane de ani în urmă și prezintă 3 epoci majore: Jurasicul timpuriu, Jurasicul mijlociu și Jurasicul târziu.
Jurasicul timpuriu se întinde de la 200 de milioane de ani la 175 de milioane de ani în urmă. Clima era mult mai umedă decât în  Triasic, și, ca urmare, lumea era foarte tropicală. Oceanele erau pline de plesiosauri, ihtiozauri și ammonoidea. Pe pământ, dinozaurii și alți archosauri se luptă pentru a fi rasă dominantă a pământului, cu specii precum Dilophosaurus în vârf. Primii crocodili adevărați au evoluat, împingând amfibienii mari spre aproape de dispariție. Peste toate acestea, archosaurus au devenit specia dominantă. Între timp, primele mamifere adevărate au evoluat, rămânând relativ de mici dimensiuni; de exemplu, Castorocauda s-a adaptat pentru înot, săpare și prinderea peștilor. Primele multituberculoase, cum ar fi Rugosodon, evoluează, în timp ce volaticoterienii ajung la cer. Primele multituberculata, ca Rugosodon au evoluat, în timp ce volaticotherinii s-au stins.
Jurasicul mijlociu se întinde de la 175 milioane la 163 de milioane de ani în urmă În timpul acestei epoci, dinozaurii au înflorit ca turme imense de sauropode, cum ar fi Brachiosaurus și Diplodocus. Mulți alți predători s-au dezvoltat, precum Allosaurus. Pădurile de conifere au format o mare parte din păduri. În oceane, plesiosaurii erau destul de obișnuiți, iar ihtiozaurul era înfloritor. Această epocă a fost vârful reptilelor.

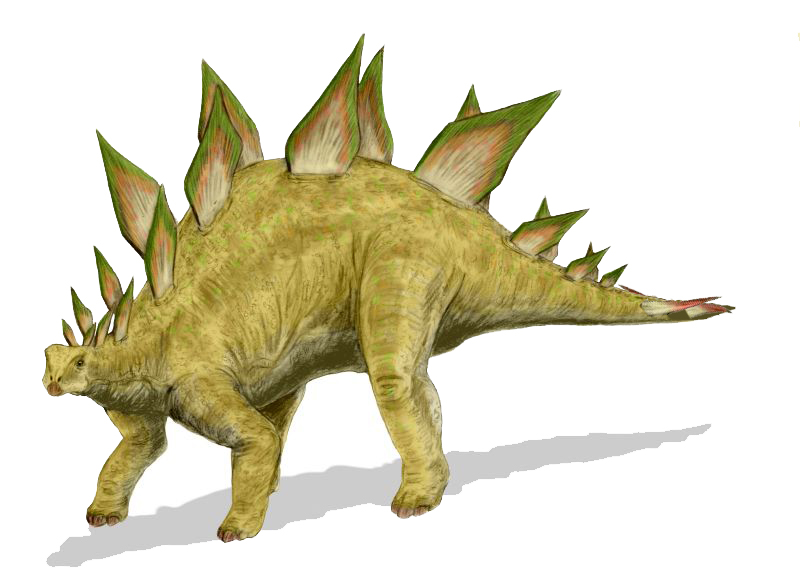
Stegosaurus

Jurasicul târziu se întinde de la 163 milioane la 145 milioane de ani în urmă. În timpul Jurasicului târziu, primele avialae, precum Archaeopteryx, au evoluat din mici dinozauri coelurosaurian. Creșterea nivelelor mărilor au deschis Marea Atlantică, care va continua să crească în timp. Lumea divizată va oferi oportunitatea diversificării de noi dinozauri.

### Cretacic
Cretacicul este cea mai lungă perioadă din Mezozoic și are două epoci: Cretacicul timpuriu și Cretacicul târziu. 

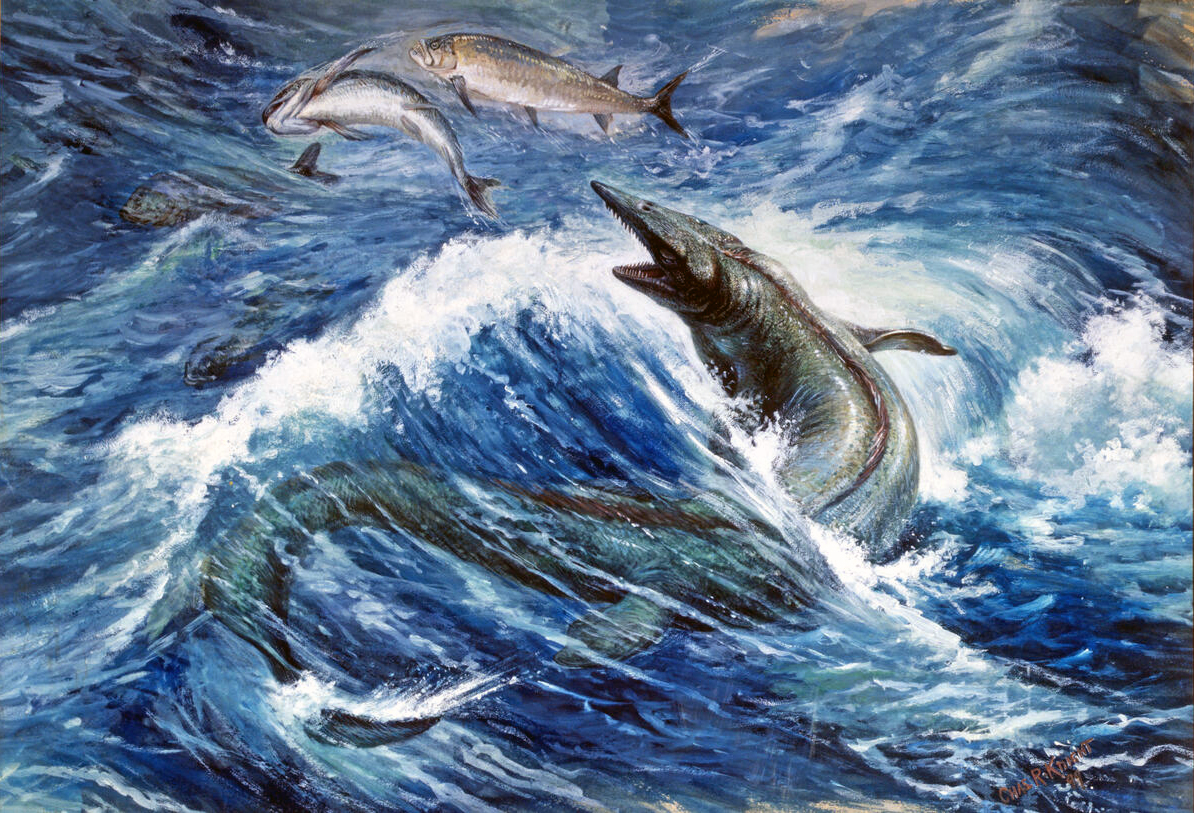
Tylosaurus (un mosasaur) vânând un Xiphactinus

Cretacicul timpuriu se întinde de la 145 milioane la 100 de milioane de ani în urmă. În timpul Cretacicul timpuriu a avut loc expansiunea maritimă și, în consecință, declinul și dispariția sauropodelor (cu excepția Americii de Sud). Unii dinozauri, cum ar fi Eustreptospondylus, au evoluat pentru a face față apelor de coastă și a insulelor mici ale Europei antice. Alți dinozauri s-au dezvoltat pentru a umple spațiul gol pe care l-a lăsat extincția Jurasic-Cretacic, cum ar fi  Carcharodontosaurus și Spinosaurus. Iguanodonul s-a răspândit pe toate continentele. Anotimpurile și-au reluat influențele, iar polii au rămas sezonier mai rece, dar dinozaurii încă locuiau în această zonă, cum ar fi Leaellynasaura și Muttaburrasaurus, care au locuit în pădurile polare pe tot parcursul anului. Cum vremea era prea rece pentru crocodili, a fost ultimul bastion pentru amfibieni mari, cum ar fi  Koolasuchus. Pterosaurii au devenit mai mari pe măsură ce speciile ca Tapejara și Ornithocheirus au evoluat. Mamiferele au continuat să se extindă; eutriconodonturii au produs prădători destul de mari, asemănători glutonului - prădători precum Repenomamus și Gobiconodon. Teienii timpurii au început să se extindă în metaterieni și eutherieni.
Cretacicul târziu se întinde de la 100 de milioane la 66 de milioane de ani în urmă. În această epocă s-a manifestat o tendință de răcire a vremii, care a continuat în perioada Cenozoică. În cele din urmă, tropicele s-au limitat la ecuator și zonele dincolo de liniile tropice au prezentat modificări sezoniere extreme ale vremii. Dinozaurii încă se dezvoltau, deoarece noi specii, cum ar fi  Tyrannosaurus, Ankylosaurus, Triceratops și hadrosaurii au dominat pe uscat. În oceane, mosasaurii dominau mările, înlocuind rolul ichthyosaurilor, care, după un declin au dispărut în urma evenimentului de graniță cenomanian-turonian. Deși pliosaurii au dispărut în același eveniment, plesiosaurii cu gât lung, cum ar fi Elasmosaurus, au continuat să prospere. Plantele cu flori, care posibil au apărut încă din Triasic, au devenit cu adevărat dominante pentru prima dată.
Pterosaurii din Cretacicul târziu au intrat în declin din motive neînțelese, înregistrările fosilor descoperite indicând o diversitate mult mai mare decât se credea anterior. Păsările au devenit din ce în ce mai comune și diverse, diversificându-se într-o varietate de forme enantiornithes și ornithurae. Deși în mare parte mici, hesperornithe marine au devenit relativ mari și incapabile să zboare, adaptate la viața în largul mării. Metatherienii și eutherienii primitivi au devenit, de asemenea, obișnuiți și chiar au produs specii mari și specializate precum Didelphodon și Schowalteria. Totuși, mamiferele dominante erau multituberculatele: cimolodonta în nord și gondwanatheria în sud. 
La sfârșitul Cretacicului, regiunea vulcanică denumită Capcanele Deccan, și alte erupții vulcanice otrăveau atmosfera. Pe măsură ce acest lucru a continuat, se crede că un meteorit mare s-a izbit de Pământ cu 66 de milioane de ani în urmă, creând Craterul Chicxulub într-un eveniment cunoscut sub numele de Extincția K-T, cel de-al cincilea și cel mai recent eveniment de extincție în masă, în care 75% din formele de viață au dispărut, inclusiv toți dinozaurii nezburători. Toate speciile mai mari de 10 kilograme au dispărut. Epoca dinozaurilor s-a încheiat.

## Paleogeografie și tectonică

Dispersarea supercontinentului Pangaea

În comparație cu construcția muntoasă a placilor convergente de la sfârșitul Paleozoicului, deformările tectonice din Mezozoic au fost relativ ușoare. Singura orogeneză mezozoică majoră a avut loc în ceea ce este acum zona Artică și a creat lanțurile muntoase Brooks (nordul Americii de Nord), Verhohoyansk (estul Siberiei), Cherskiy (nord-estul Siberiei) și munții Khingan din Manciuria. Această orogenie a fost legată de deschiderea Oceanului Arctic și de subducția nordului Chinei și a Siberiei sub Oceanul Pacific. Cu toate acestea, în Mezozoic, supercontinentul Pangea s-a dispersat dramatic. Pangea s-a împărțit treptat într-un continent nordic, Laurasia, si un continent sudic, Gondwana. Aceasta a creat marja continentală pasivă care caracterizează cea mai mare parte a coastei atlantice (de exemplu, de-a lungul coastei de est a SUA) de astăzi.
Până la sfârșitul epocii, continentele au apărut aproape în forma lor actuală. Laurasia a devenit America de Nord și Eurasia, în timp ce Gondwana s-a împărțit în America de Sud, Africa, Australia, Antarctica și subcontinentul indian, care s-au ciocnit cu placa asiatică în timpul Cenozoicului, impactul care a dat naștere munților Himalaya.

## Clima
Triasicul a fost în general uscat, o tendință care a început în Carboniferul târziu, și foarte sezonieră, mai ales în interiorul Pangea. Nivelurile scăzute ale mării au putut, de asemenea, să exacerbeze temperaturile extreme. Cu capacitatea sa termică masică mare, apa acționează ca un rezervor de căldură stabilizator de temperatură, iar zonele de pământ situate lângă corpuri mari de apă — în special oceanele — au mai puțină variație a temperaturii. Deoarece o mare parte a pământului care constituia Pangea era distanțat de oceane, temperaturile au fluctuat foarte mult, iar interiorul Pangeei a cuprins, probabil, zone expansive de deșert. Gresia roșie și mineralele, cum ar fi sarea gemă, susțin aceste concluzii, însă există dovezi că climatul în general uscat al Triasicului a fost punctat de episoadele de precipitații crescute. Cele mai importante episoade umede au fost: evenimentul pluvial Carnian și cel din Rhaetian, cu câteva milioane de ani înainte de Extincția Triasic-Jurasic.
Nivelul mării a început să crească în timpul Jurasicului, ceea ce a fost probabil cauzat de o creștere a răspândirii peștelui. Formarea unei cruste noi, sub suprafața apei, a deplasat apele oceanice cu până la 200 m mai mult decât astăzi, inundând zonele de coastă. Mai mult, Pangea a început să se împartă în diviziuni mai mici, aducând o suprafață mai mare de pământ în contact cu oceanul formând Marea Tethys. Temperaturile au continuat să crească și au început să se stabilizeze. De asemenea, umiditatea a crescut cu apropierea apei, iar deserturile s-au retras.
Clima din Cretacic este mai puțin sigură și mai contestată. Se crede că nivelurile ridicate de dioxid de carbon din atmosferă au determinat ca variația temperaturii de la nord la sud să devină aproape plată: temperaturile erau aproximativ la fel pe toată planeta. Temperaturile medii au fost mai mari decât astăzi cu aproximativ 10 °C.